# A.B.C-Z 1st Christmas Concert 2020 CONTINUE?
『A.B.C-Z 1st Christmas Concert 2020 CONTINUE?』（エー.ビー.シー-ズィー ファースト　クリスマス　コンサート 2020 コンティニュー）は、2021年6月23日にポニー・キャニオンから発売したA.B.C-Zの13枚目の舞台・コンサート作品。
本作は2020年末に行われたA.B.C-Z初のクリスマスコンサートの中から、12月27日開催の配信限定公演の模様を収録。会場はEXシアター六本木。
初回限定盤(Blu-ray Disc 2枚組)、初回限定盤(DVD 2枚組)と通常盤(Blu-ray Disc 2枚組)、通常盤(DVD 2枚組)の4形態リリース。

## 収録内容

### 本編
収録内容は初回・通常共に同じである。 
A.B.C-Z 1st Christmas Concert 2020 CONTINUE?（2020年12月27日収録映像）(約105分)
1. Overture
2. 終電を超えて〜Christmas Night
3. DAN DAN Dance!!
4. A.B.C-Z LOVE
5. Fantastic Ride
6. Never My Love
7. Twinkle Twinkle A.B.C-Z
8. 忘年会!BOU!NEN!KAI!
9. JOYしたいキモチ
10. 雪が降る
11. VR Lover
12. Mr.DAZZLING
13. Black Sugar
14. Spirit
15. さぁ生きまくれ! wonderful life!
16. MC
17. 夜空ノムコウ（SMAPの曲）
18. You…
19. 空
20. I Do
21. GET DOWN BABY
22. チートタイム
23. GAME OVER!!!
24. BAD GAME
25. Only One!
26. 頑張れ、友よ!
27. ささいなことが
28. Crazy Accel[注釈 2]
29. 花言葉 [注釈 2]

### 特典映像

#### 初回限定盤
1. マルチアングル（各メンバーソロアングル）
  1. 終電を超えて〜Christmas Night
  2. GAME OVER!!!
  3. ささいなことが
2. もしもあの時、歓声を出してコンサートをしていたらこんな感じなんじゃないかダイジェストムービー！(約10分)

#### 通常盤
- Document Movie of A.B.C-Z 1st Christmas Concert 2020 CONTINUE? (約100分)

12月22日から26日に行われた有観客公演の模様や配信ライブの裏側に新たに撮り下ろされたメンバーコメントを加えたボリューム満点のドキュメンタリー映像

## 特典
予約購入先着特典
- カッティングステッカーシート(A4)

封入特典（初回限定盤のみ）
- フォトブック(32P)
- コンテニューメン・シール( Christmas ver.)5枚セット

仕様（初回限定盤のみ）
- アウターケース